# Havelländisches Luch

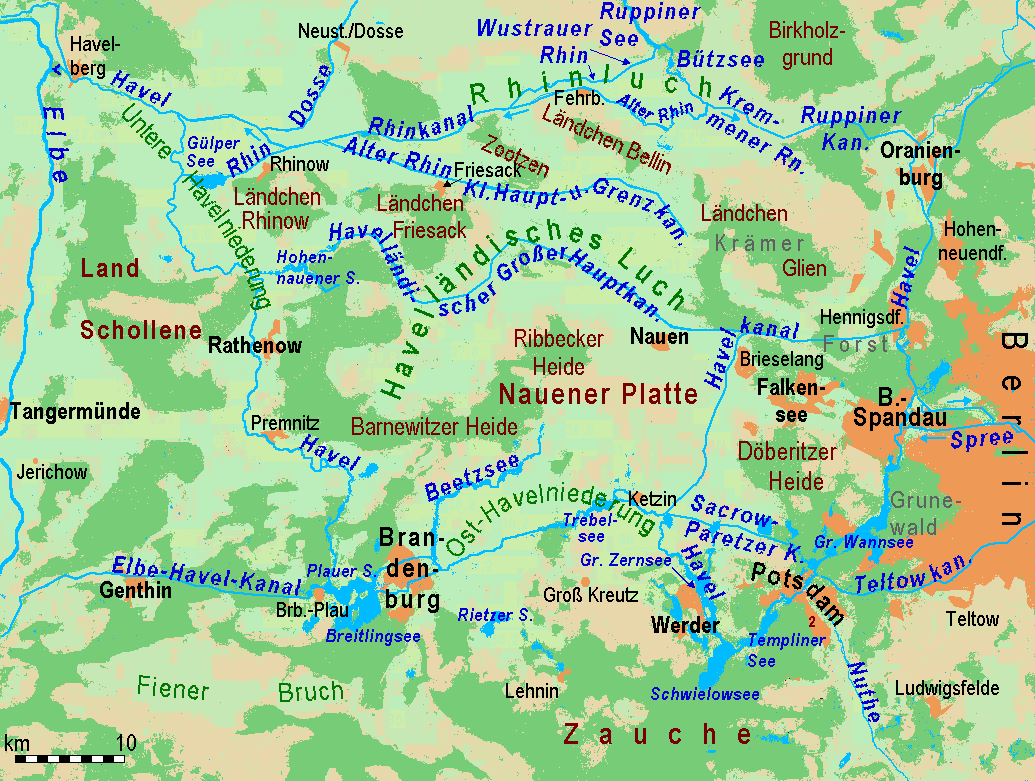
Das Havelländische Luch im Zentrum des Havellandes; Höhenschichten nur für offenes Gelände; Hügel und Platten rotbraun, Niederungen grün beschriftet

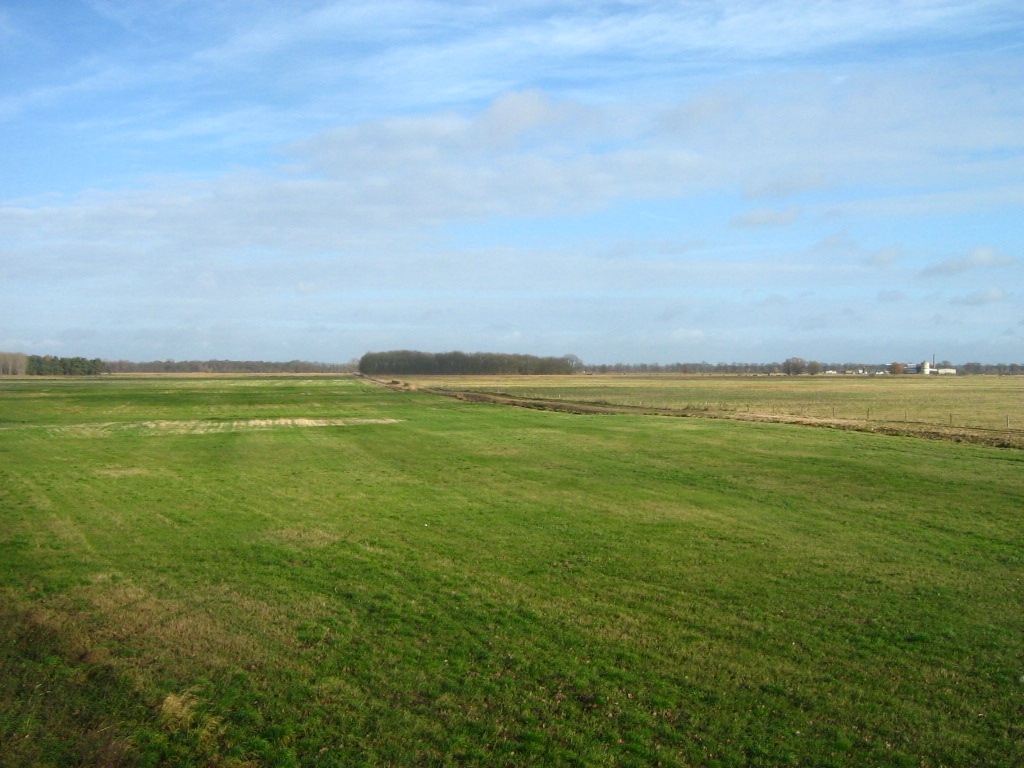
Das Havelländische Luch nördlich von Nauen

Das Havelländische Luch ist ein Niederungsgebiet innerhalb des Havelbogens westlich von Berlin und bildet die Kernlandschaft des Havellandes.

## Lage
Es liegt im Becken des Berliner Urstromtals, das hier während des Weichselhochglazials vor etwa 18.000 Jahren entstand. Seine Größe beträgt etwa 30.000 Hektar.
Im Osten und Nordosten grenzt das Havelländische Luch an das Ländchen Glien, im Osten an die Zehdenick-Spandauer Havelniederung, im Süden an die Nauener Platte, im Westen an das Rathenower Moränengebiet, das Ländchen Friesack und den Zootzen. Im Norden wird es durch das Ländchen Bellin vom Rhinluch getrennt.

## Geologie
Das Havelländische Luch ist hauptsächlich geprägt durch Niedermoortorfböden und vererdete Torfböden, die nach der Trockenlegung entstanden. Großflächig treten auch periglaziäre oder fluviatile Talsande zu Tage. Besonders im südlichen Bereich des Luchs, zwischen der Nauener Platte und dem Ländchen Friesack, durchragen Teile der Grundmoräne die Oberfläche des Luchs um mehr als zehn Meter. Stellenweise wurden die Talsande während der frühen Nacheiszeit überdünt. Solche Dünengebiete sind zum Beispiel einige Erhebungen bei Paulinenaue in der Mitte sowie Teile des Nauener Stadtwaldes am Ostrand und der Zootzen am Nordwestrand des Luchs.

## Großer Havelländischer Hauptkanal

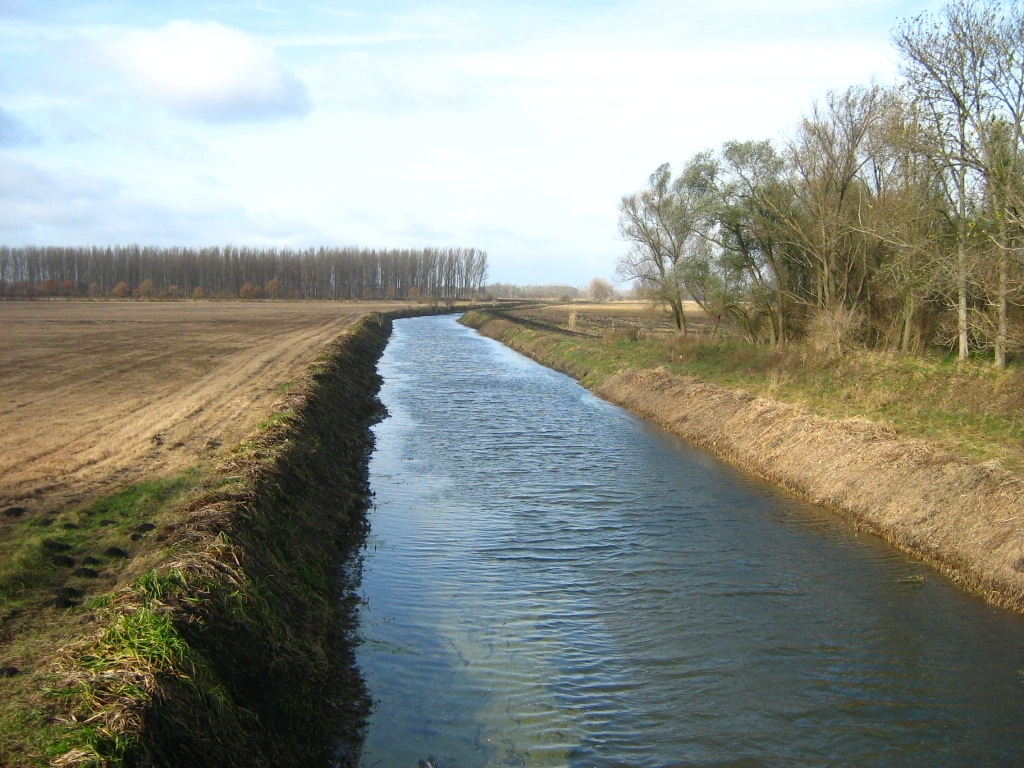
Der Große Havelländische Hauptkanal nördlich von Nauen

Das ehemals vermoorte Tal wurde seit dem 18. Jahrhundert melioriert und für die Landwirtschaft nutzbar gemacht. Viele Gräben und Kanäle, sogenannte Vorfluter durchziehen zur Wasserstandsregulierung die meist als Acker oder Grünland genutzten Flächen. Die wichtigsten sind der Große Havelländische Hauptkanal und der Kleine Havelländische Hauptkanal. Der Große Havelländische Hauptkanal mündet in die Havel, der Kleine Havelländische Hauptkanal in den Rhin. Der Große Havelländische Hauptkanal erhält über den Nauen-Paretzer-Kanal, seinem östlichen Abschnitt, Havelwasser aus dem Havelkanal.

## Vegetation
Die natürliche Vegetation des Luchs war durch Staunässe geprägt. Unter solchen Bedingungen entsteht eine offene Bruchlandschaft. Bezeichnenderweise bedeutet das slawische Wort „lug“ sowohl „Sumpf“ als auch „Wiese“. Bis zur Anlage des heutigen Entwässerungssystems bestand eine starke Moorbildung. Heutzutage prägt großflächige Grünlandwirtschaft das Landschaftsbild. Die Gräben und Kanäle werden meistens von Pappeln oder Schwarzerlen gesäumt. Vereinzelt gibt es kleine Wäldchen mit plantagenartigen Reinbeständen von Graupappeln oder Hybridpappeln.

## Naturschutz
Im Südwesten des Havelländischen Luchs sind 5526 Hektar als Naturschutzgebiet und Europäisches Vogelschutzgebiet ausgewiesen. Gemeinsam mit dem Fiener Bruch und den Belziger Landschaftswiesen bildet das Naturschutzgebiet eines der letzten deutschen Refugien für die gefährdete Großtrappe. Seit 1990 wird im Winter und Frühjahr Wasser aufgestaut, sodass in dieser Zeit 200 bis 300 ha überschwemmt und 1000 bis 1500 ha vernässt werden. Somit entstehen alljährlich wichtige Rast- und Brutplätze unter anderem für Trappen, Enten und Kraniche.

## Verkehr

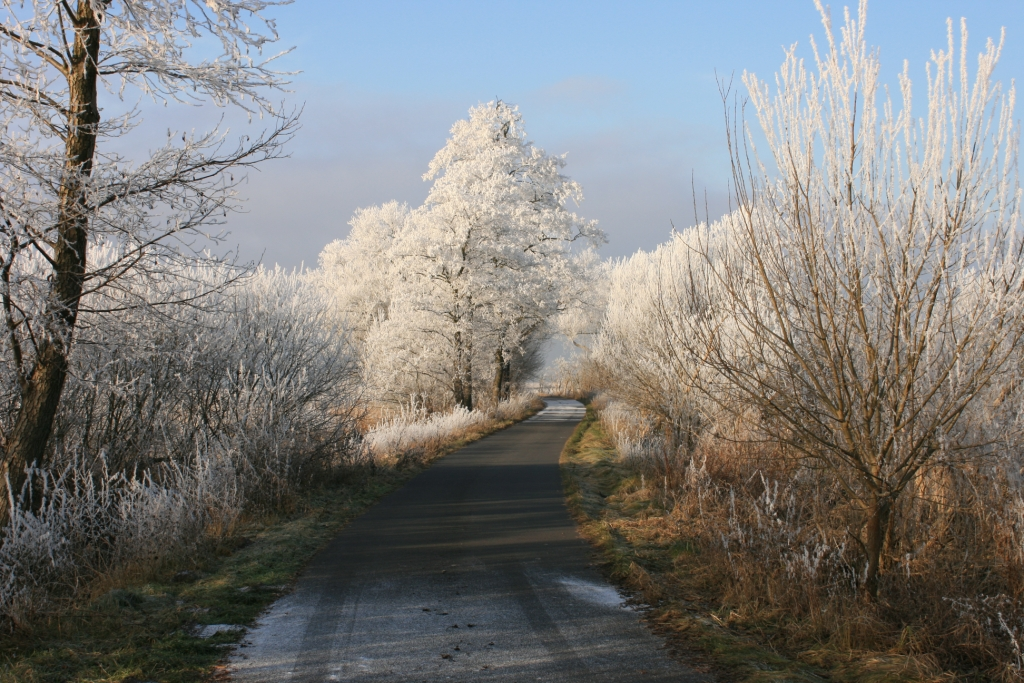
Havelland-Radweg im Havelländischen Luch zwischen Pessin und Senzke im Winter

Das Havelländische Luch kann bequem auf dem Havelland-Radweg erreicht und durchstreift werden. Die Erneuerung des landwirtschaftlichen Wegenetzes hat die Radfahrmöglichkeiten in den letzten Jahren weiter verbessert.
Das Havelländische Luch wird von der Eisenbahnschnellfahrstrecke Hannover–Berlin durchquert. Sowohl während der Bauphase ab Ende 1996 als auch an der fertigen Strecke wurden Schutzmaßnahmen ergriffen, um den Lebensraum der Großtrappen und anderer Vogelarten nicht zu gefährden.

## Koordinaten
- Die Koordinaten beziehen sich auf das Dorf 14715 Liepe in zentraler Lage.